# Śmiertelne przewinienie
Śmiertelne przewinienie – amerykański thriller z 2008 roku.

## Główne role
- Fran Bennett – Pani Crutch
- Crystal Bernard – Julia London
- Charity Beyer – Asystent producenta
- Edward Carnevale – Taksówkarz
- Michael Cole – Jason Connelly
- Mercedes Colon – Cricket Jones
- John Fleck – Billy Speck
- Dorian Harewood – Baxter Kyle
- Roxanne Hart – Margo Lawrence
- Jack Kandel – Bryce
- Bart McCarthy – Crazy Eyes
- Joanna Miles – Catherine Hallow
- Julie Mond – Angela Drown
- Oliver Muirhead – Don Crown
- Diane Robin – Miranda Darkling
- Todd Royal – Detektyw
- Vincent Spano – Trent Dodson

## Fabuła
Julia London to przeciętna kobieta, która marzy o sławie pisarza. Niestety, nie ma talentu, ale uczestniczy w warsztatach literackich. Tan jest ostro krytykowana przez prowadzącego zajęcia. Ale tam też poznaje Angelę Drown, która daje jej maszynopis z prośbą o ocenę. Julia jest pod wrażeniem. Wieczorem Angela zostaje otruta gazem przez niezidentyfikowanego sprawcę, który upozorował samobójstwo. Julia korzysta z okazji i przedstawia maszynopis wydawcy jako swój własny. Książka ma duże szansę na stanie się bestsellerem. Podczas jednego ze spotkań promocyjnych jedna z uczestniczących kobiet zostaje zamordowana tak, jak zostało to opisane w książce. Sprawę prowadzi detektyw Baxter Kyle…